# Abdulla Cangonji
Abdulla Cangonji też jako: Abdullah Cangonji (ur. 15 października 1920 w Korczy, zm. 17 lutego 1987 w Tiranie) – albański malarz.

## Życiorys
Po ukończeniu szkoły w Korczy, w latach 1932-1939 kontynuował edukację w Szkole Technicznej Harry'ego Fultza w Tiranie w klasie rysunku. W latach 1940–1943 studiował w Akademii Sztuk Pięknych we Florencji. Po zakończeniu wojny, w latach 1946-1948 kontynuował studia w Akademii Sztuk w Zagrzebiu. Po zerwaniu stosunków albańsko-jugosłowiańskich w 1948 Cangonji przerwał naukę na ostatnim roku studiów i powrócił do kraju. W 1949 obronił dyplom na Akademii Sztuk Pięknych w Sofii. W Albanii pracował jako nauczyciel rysunku w liceum artystycznym Jordan Misja w Tiranie. W 1967, w czasie rewolucji kulturalnej z powodów politycznych był więziony, a następnie przeniesiony do szkoły podstawowej w Tiranie. 
Po raz pierwszy Cangonji zaprezentował swoje prace publicznie na wystawie zbiorowej, zorganizowanej w 1950 w Tiranie. W latach 1950–1975 prace artysty eksponowano na trzynastu wystawach zbiorowych

## Twórczość
Cangonji tworzył obrazy olejne, akwarele i grafiki. Większość jego dzieł stanowią portrety, pejzaże i obrazy o tematyce historycznej utrzymane w konwencji realizmu socjalistycznego. Największa kolekcja prac artysty (25 dzieł) znajduje się w zbiorach Galerii Narodowej w Tiranie.